# Gabriel Cramer (éditeur)
Pour les articles homonymes, voir Cramer et Gabriel Cramer (homonymie).
Gabriel Cramer est un éditeur genevois, né à Genève le 22 mai 1723, mort dans la même ville le 18 mars 1793 . Il est surtout connu comme éditeur de Voltaire.

## Biographie

### Famille
Gabriel Cramer, éditeur, objet de cet article, est le cousin d'un autre Gabriel Cramer, beaucoup plus célèbre que lui aujourd'hui, car il est le mathématicien qui a donné son nom à la règle de Cramer).
La mère, Jeanne-Louise de Tournes (1703–1778) est d'une famille d'imprimeurs,.
Le père, Guillaume-Philibert Cramer, imprimeur-libraire, meurt en 1737. Claude et Antoine Philibert, marchands-libraires, prennent la direction de l'affaire et se chargent de la formation des deux fils. Dès 1738, Gabriel (quinze ans) et Philibert (onze ans), héritiers du fonds Pérachon, Cramer et Cie, sont donc plongés dans le monde de l'édition.
Philibert Cramer quitte l'association avec son frère en 1763, préférant s'occuper de politique.
De 1768 à 1776, Gabriel Cramer procède à une réédition genevoise de l'Encyclopédie avec la collaboration du célèbre Panckoucke.
De 1778 à 1792, il est appelé à présider la Société pour l'Encouragement des Arts de Genève.

### Édition des œuvres de Voltaire et relations entre les deux hommes
La base pour l'édition par Cramer des Œuvres complètes de Voltaire est l'édition de Georg Conrad Walther, sept volumes in-12, Dresde, 1752 ; on voit plusieurs fois Voltaire pester contre la ponctuation adoptée par cette édition.
- Voltaire, qui a une trentaine d'années de plus, l'appelle Caro ( = Mon cher, en italien) à partir de 1759. Il  le dit  « l'homme le plus agréable et le plus solide, le plus frivole et le plus sage que Voltaire eût connu[8],[9],[10] ».
- Voltaire anticipait ainsi que Cramer aurait une longue vie : « [pour la vie] d'un homme aussi dodu et aussi gai que Monsieur Cramer elle sera celle de Mathusalem[11] ».
- « Cramer est homme de bonne compagnie et point du tout libraire[12]. »

- « Ce Cramer a gagné plus de quatre cents mille francs à imprimer mes ouvrages depuis vingt ans. II finit par une édition dans laquelle il glisse des ouvrages beaucoup plus dangereux que ceux de Spinosa et de Vanini, des ouvrages qu'il sait n'être pas de moi[13],[14]. »

Cramer fait partie d'une troupe créée par Voltaire et qui joue ses œuvres théâtrales ; grâce à ce passe-temps, Cramer recolle quelques pots cassés avec son exigeant auteur.

## Œuvres
- (sous  le nom de Jean Gabriel Cramer) L'Heureux Retour : comédie en deux actes & en prose[8],[15]

### Générale
- Raoul Bravard, Ces Savoyards, Michel Lévy frères, 1862, 240 p.
- Paul Chaix, « Cramer, Gabriel » dans le Dictionnaire historique de la Suisse en ligne, version du 17 août 2005.
- « Hubert de Phalèse[16] », « Cramer, Gabriel (1723 – 1793) et Philibert (1727 – 1779) », dans Dictionnaire de l'édition, université Sorbonne Nouvelle – Paris 3

### Voltaire
- Bernard Gagnebin (dir.), Voltaire — Lettres inédites à son imprimeur Gabriel Cramer, 1952 — Larges extraits en ligne, Google livres.